# Bracha Fuld
Bracha Fuld（希伯來語：ברכה פולד；出生名为芭芭拉·富尔德（Barbara Fuld）。1927年12月26日—1946年3月26日）她在因试图护送非法犹太移民进入巴勒斯坦时被杀。 富尔德在行动中因为遇到了英国安全部队并发生枪战，而身受致命伤。 富尔德是第一位在巴勒斯坦托管地犹太人起义期间被杀害的犹太女性起义者。 